# Elise Braun Barnett
Elise Braun Barnett (geboren als Elise Herbatschek 19. November 1904 in Wien, Österreich-Ungarn; gestorben 20. November 1994 in New York City) war eine österreichisch-amerikanische Pianistin und Montessoripädagogin.

## Leben
Elise Herbatschek war die Tochter des Holzhändlers Wilhelm Herbatscheck und der Irma Altmann. Sie erhielt zunächst Klavierunterricht bei Richard Robert und studierte dann Klavier am Wiener Konservatorium. In dieser Zeit lernte sie die Leiterin der Wiener Montessori-Schule Lili Roubiczek kennen und gab 1924 ihre Pianistenkarriere zugunsten der pädagogischen Arbeit auf. Roubiczek und Herbatschek lebten mit den Kindern im Haus der Kinder, und sie brachte ihre musikalischen Fähigkeiten in die Erziehung der Kinder ein. 1924 besuchte Maria Montessori die Schule in der Troststraße und war von der musikalischen Arbeit Herbaschecks stark beeindruckt und lud Herbatscheck 1925 zu einem internationalen Ausbildungskurs nach London ein, die Kosten übernahm Montessori. In der Folge entwickelte Herbatscheck neben Anna Maria Maccheroni den musikdidaktischen Teil der Montessori-Pädagogik.

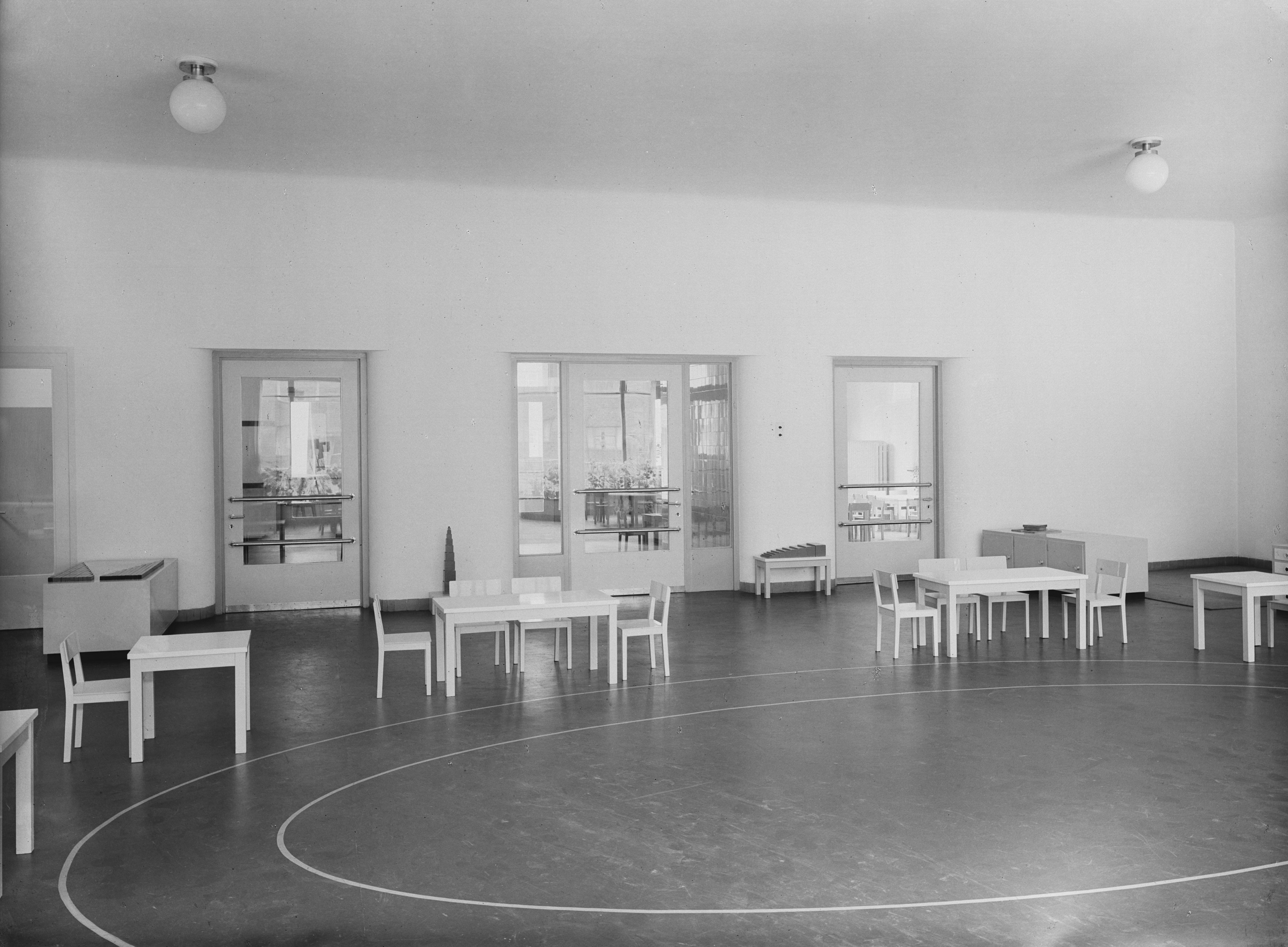
Nicht in Wien:
Montessori-Kinderhaus in Hamburg 1928.
Die Doppelellipse hat auch eine Funktion in der Musikerziehung Braun Barnetts.

Im Jahr 1927 ging Herbatscheck für zwei Jahre mit Elly Kastinger und Kitty Verständig, die dort dann den Politiker Benegal Shiva Rao heiratete und in Indien blieb, im Auftrag der Wiener Theosophischen Gesellschaft nach Indien. Sie bauten in Bombay und in Allahabad Montessori-Schulen auf, wofür sie Unterstützung aus der indischen Oberschicht gewannen und die tatkräftige Mitarbeit von Betty Krishna Nehru (1907–1967). Herbatschek besuchte Seminare bei Jiddu Krishnamurti, den sie bereits bei Vorträgen in Europa gehört hatte.
Nach ihrer Rückkehr arbeitete Herbatschek wieder im Haus der Kinder in Wien, als Ausbilderin für Montessori-Lehrerinnen und zum Geldverdienen als Klavierlehrerin. 1930 und 1932 wurde sie zu Musikdemonstrationen von Maria Montessori nach Rom eingeladen.
Herbatschek heiratete 1930 den Ingenieur Rudolf Max Braun (1898–), sie hatten eine 1936 geborene Tochter. Sie widmete sich danach mehr dem Klavierunterricht, kam jedoch weiterhin zweimal wöchentlich in das Kinderhaus in der Troststraße, um die Kinder zu begleiten und um ihr didaktisches Konzept zu verfeinern.
Nach dem Anschluss Österreichs 1938 musste Elise Braun mit ihrer Familie Österreich verlassen. Durch Freunde bekamen sie ein Visum für Indien. 1946 traf sie Maria Montessori in Delhi zum letzten Mal. In den USA veröffentlichte Braun-Barnett mehrere Schriften zur Musikdidaktik und zur indischen Musik und gab Musik des indischen Komponisten und Musikers Ravi Shankar heraus.

## Schriften (Auswahl)
- Music for active children; folk tunes and music of the masters suitable for rhythmic activities. New York, Stephen Daye Press, 1957.
- Westward through the Orient : glimpses, impression & recollections. Bombay : Jaico Pub. House, 1966.
- Special bibliography : art music of India. In: Ethnomusicology. Vol. 14 (May 1970), S. 278–312.
- Montessori & music : rhythmic activities for young children. New York : Schocken Books, 1973.
- A discography of the art music of India. Ann Arbor, Mich. : Society for Ethnomusicology, 1975.
- Memories of my friends : the Calcutta Jewish families : personal wartime experiences of one Viennese Jewish family with the Baghdadi Jewish families of Calcutta, India, 1938–1947. New York, N.Y. : Kodesh Press, 1992.
- Eleven Years in India. Manuskript. Center for Jewish History, Leo Baeck Archives.